# Jõhvi vald
Jõhvi landkommune (estisk: Jõhvi vald) er en landkommune (estisk: vald) i det nordøstlige Estland.
Jõhvi landkommune ligger i amtet (estisk: maakond) Ida-Virumaa (dansk: Øst-Virland). Hovedbyen er byen Jõhvi. Kommunen har et areal på 124 km2
og et befolkningstal på 12.391 (2024) indbyggere.